# 云南农业大学

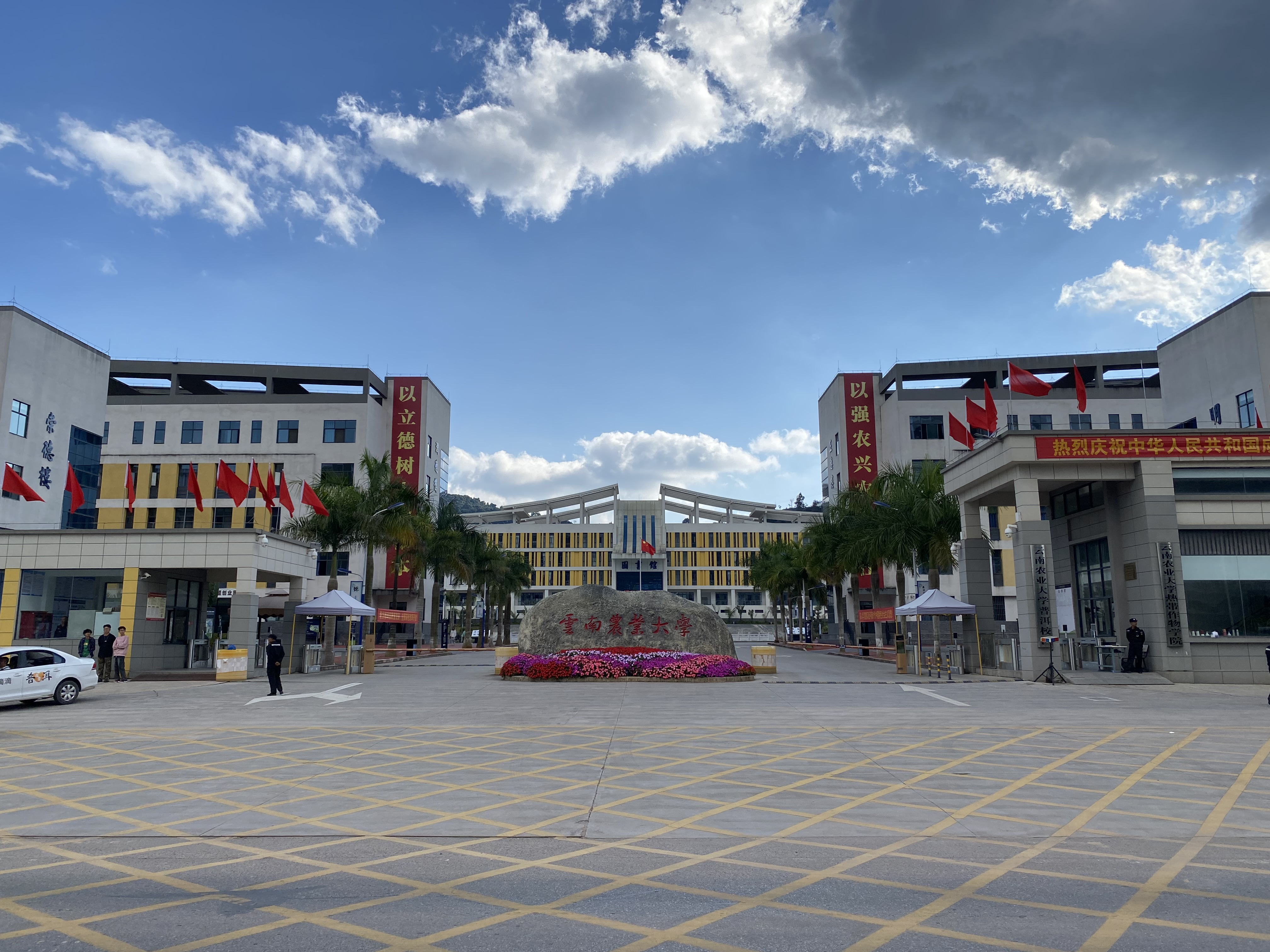
普洱校区

云南农业大学，是中国大陆的一所国有公办省属重点全日制普通高等学校。校本部位于云南省昆明市盘龙区黑龙潭旁，另有五华校区、普洱校区和西双版纳校区。为云南省省属重点大学之一。

## 现状
学校现有本专科学生12200余人，研究生1560余人，留学生110余人。学校现有在职教职工1848人，其中高级职称700余人；中国工程院院士1人，国家百千万人才工程人选3人，享受国务院津贴21人，有云南省突出贡献优秀人才17人，享受省政府津贴22人，国家级教学名师1人，省级教学名师20人，省级高层次人才特殊支持计划高等学校教学名师8人，省学术技术带头人及后备人才55人，全国优秀教师1人，入选云南省“云岭学者”人才培养工程5人。
拥有国家级科技创新团队1个，省级科技创新团队8个，省级哲学社会科学类创新团队2个，高校科技创新团队6个。全国教育系统先进集体2个，全国专业技术人才先进集体1个，教育部高等学校教学指导委员会委员9人，国家科学技术奖评审专家1人。
学校现有72个本科专业，其中6个国家级特色专业、7个省级特色专业、8个省级重点建设专业。有25个省部级重点学科，1个一级学科博士后科研流动站，3个一级学科博士学位授权点，10个二级学科博士学位授权点，12个一级学科硕士学位授权点，59个二级学科硕士学位授权点。有农业硕士、兽医硕士、工程硕士、翻译硕士、体育硕士、风景园林硕士6个专业学位类别。有在职人员申请硕士学位授予权和外国留学生招生权。
现有省部共建国家重点实验室、农业生物多样性应用技术国家工程研究中心、国家农科专业基础实验教学示范中心、国家级新农村发展研究院和中国—东盟教育培训中心等国家级教学、科研和社会服务平台5个；拥有教育部重点实验室、国家农业农村大数据中心云南分中心、云南省协同创新中心、工程技术研究中心、院士工作站等49个部省级科研平台；云南省生物多样性和生物技术创新人才培养基地、云南省环境科学与工程创新人才培养基地各1个；学校还建有24个校级研究所（中心）、校内实验农场和实习工厂及227个校外实践教学基地。

## 历史沿革
云南农业大学创办于1938年，其前身为位于昆明市呈贡县的国立云南大学农学院。1958年独立建成昆明农学院，迁址至昆明市盘龙区北郊黑龙潭。1962年，滇南大学、滇西大学并入昆明农林学院。1969年，昆明农林学院搬迁至大理州宾川县。1970年，搬迁至原曲靖地区寻甸县，次年与云南农业劳动大学合并成立云南农业大学。后于1980年搬回昆明市盘龙区北郊黑龙潭。

## 机构组织

### 党群部门
- 党委办公室（党委巡察办）
- 纪委办公室
- 组织部（党委党校）
- 统战部
- 宣传部
- 职能部门党委
- 研究生工作部
- 学生工作部
- 教师工作部
- 武装部
- 老干部工作部
- 校工会（云南农业大学妇女联合会）
- 校团委

### 行政部门
- 校长办公室（院士办公室）
- 纪检处
- 审计处
- 发展研究中心（高教研究所）
- 人事处（教师中心）
- 教务处（本科生院、教师教学发展中心、教学质量监控与评估中心、现代教育技术中心、课程中心）
- 科学技术处
- 财务处
- 就业与创新创业指导服务中心
- 学生处（学生中心、心理健康教育与咨询中心）
- 研究生处（研究生院）
- 基本建设办公室
- 资产与实验室管理处（云南农业大学资产经营有限责任公司）
- 国际合作交流处（港澳台事务办公室）
- 保卫处
- 离退休处
- 校友会办公室

### 学院
- 农学与生物技术学院
- 动物科学技术学院
- 动物医学院
- 植物保护学院
- 园林园艺学院
- 资源与环境学院
- 食品科学技术学院
- 烟草学院
- 茶学院
- 水利学院
- 机电工程学院
- 理学院
- 大数据学院（信息工程学院、网络管理中心）
- 建筑工程学院
- 马克思主义学院
- 经济管理学院
- 人文社会科学学院
- 外语学院
- 体育学院
- 国际学院（中国--东盟教育培训中心）
- 热带作物学院（普洱校区）
- 继续教育学院

### 教学科研辅助部门
- 图书馆（档案馆 农耕文化博物馆）
- 学报编辑部
- 社会服务中心（云南农业大学科技成果转化中心）

### 直属附属单位
- 新农村发展研究院
- 云南省滇台特色农业产业产业化工程研究中心
- 云南省香料研究开发中心
- 云南高原特色农业产业研究院
- 后勤集团
- 督导工作委员会办公室
- 国有资产经营公司（科技产业开发有限责任公司）